# 130-139
De jaren 130-139 (van de christelijke jaartelling) zijn een decennium in de 2e eeuw.

## Gebeurtenissen

### Romeinse Rijk

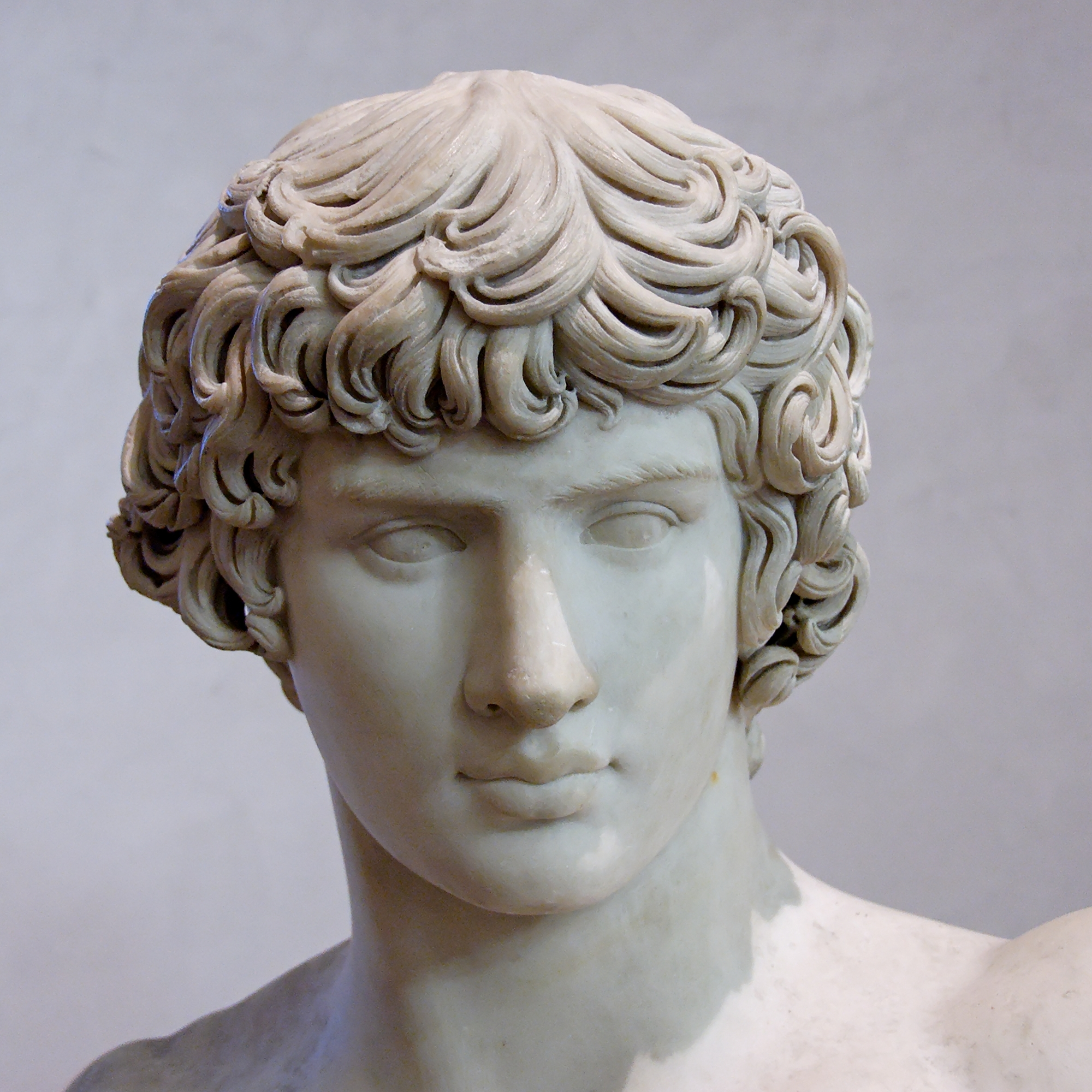
Antinous, geliefde van keizer Hadrianus, valt in 130 in de Nijl en verdrinkt.

- 130: Antinous, geliefde van keizer Hadrianus, valt in de Nijl en verdrinkt. Hadrianus verklaart hem tot godheid en laat een stad bouwen (Antinoopolis) op de Nijl-oever, vol met beeltenissen van de jongeman.
- 130: Keizer Hadrianus bezoekt Jeruzalem en vat het idee op de stad te herbouwen.
- 132: Onder Sjimon bar Kochba en Akiba ben Yosef breekt er een opstand uit in Palestina. Jeruzalem valt in handen van de opstandelingen die een onafhankelijke staat Israël stichten.
- 134: Sextus Julius Severus, gouverneur van Britannia, wordt naar Palestina gestuurd om de opstand aldaar de kop in te drukken.
- 134: In Rome wordt het Athenaeum geopend met faculteiten in Retorica, Rechten en Filosofie
- 134: In Rome wordt een wet afgekondigd die de positie van de vrije arbeider verbetert.
- 135: Julius Severus slaat de joodse opstand neer. Jeruzalem krijgt de naam Aelia Capitolina. Op de Tempelberg wordt een Romeinse tempel gebouwd ter verering van Jupiter. De Joden worden de toegang tot de stad ontzegd, op straffe des doods. De Romeinse provincie Judea wordt afgeschaft en wordt ingelijfd bij de provincia Syria. Vanaf nu heet de regio Syria-Palaestina.
- 135: De Romeinse gouverneur van Cappadocia weert een inval van de Alanen af. Dit herdersvolk woont in de steppe van Zuid-Rusland.
- 137: Naar aanleiding van de Olympische Spelen laat keizer Hadrianus munten slaan met een afbeelding van het Beeld van Zeus te Olympia
- 138: Vlak voor zijn dood beweegt keizer Hadrianus zijn opvolger Antoninus Pius om zowel Marcus Aurelius als Lucius Verus te adopteren. Zodoende lijkt de opvolging nu goed geregeld.
- 138: Antoninus Pius wordt keizer van Rome

### Wereld
- 132: In China vindt de geleerde Zhang Heng 's werelds eerste seismograaf uit.
- 134: De grip van China op het Tarim-bekken verzwakt.
- 139: In Alexandrië wordt een herdenkingsmunt geslagen. Voor het eerst in 1456 jaar -een Sothis periode- valt in Egypte het Sothis feest weer op nieuwjaarsdag van de burgerlijke kalender.

## Belangrijke personen
- Hadrianus, keizer van het Romeinse Rijk tot aan zijn dood in 138.
- Antoninus Pius, keizer van Rome vanaf 138.

### Geboren
- 130: Lucius Verus, toekomstig medekeizer van Rome, zoon van Aelius.
- 131: Claudius Galenus, Romeins arts.
- 133: Athenagoras van Athene, een christelijk apologeet.
- 133: Didius Julianus, Romeins keizer.
- 135-140: Pescennius Niger, de eenzijdig door zijn troepen uitgeroepen keizer van Rome van 193-194, tijdens de Romeinse Burgeroorlog (193-197).

### Overleden
- 130: Apollodorus van Damascus, briljant Grieks architect onder Trajanus en Hadrianus, verbannen en terechtgesteld na kritiek op architectonisch ontwerp van de keizer voor de Tempel van Venus en Roma.
- 130: Antinous, geliefde van keizer Hadrianus.
- 135: Epictetus, Grieks filosoof.
- 136: Romeinse keizerin Sabina, vrouw van Hadrianus
- 137: Paus Telesphorus
- 138: Hadrianus, keizer van het Romeinse Rijk.
- 139: Zhang Heng, Chinees astronoom, wiskundige, uitvinder en geleerde uit de Oostelijke Han-dynastie.

<< · 130 · 131 · 132 · 133 · 134 · 135 · 136 · 137 · 138 · 139 · >>
<< · 100-109 · 110-119 · 120-129 · 130-139 · 140-149 · 150-159 · 160-169 · 170-179 · 180-189 · 190-199 · >>